# Lee Miglin
Lee Albert Miglin (n. 12 iulie 1924, Westville⁠(d), Comitatul Vermilion, Illinois, SUA – d. 4 mai 1997, Chicago, Illinois, SUA) a fost un om american de afaceri și un filantrop. După ce și-a început cariera ca vânzator și apoi a fost broker, Miglin a devenit un dezvoltator imobiliar de succes. A fost ucis în casa lui, în mai 1997, de către Andrew Cunanan, omul care l-a ucis apoi pe designerul italian Gianni Versace.

## Biografie
Miglin a fost unul dintre cei șapte copii născuti într-o familie romano-catolică de origine lituaniană; tatăl său era un miner de cărbune din Central Illinois.
Miglin și-a început cariera vanzând tacâmuri din argint și aluat de clătite din portbagajul său. În 1956, la vârsta de 31 de ani, și-a început cariera în domeniul imobiliar, luându-și o slujbă ca broker alături de magnatul imobiliar din Chicago, Arthur Rubloff.
Miglin a devenit un dezvoltator imobiliar de succes, în parteneriat cu J. Paul Beitler. Ei au propus construcția unui zgârie-nori de 25 de etaje în Chicago, numit Miglin-Beitler Skyneedle. Totuși, clădirea nu a fost construită niciodată.  

## Viața personală
În 1959, Miglin s-a căsătorit cu Marilyn Klecka, care avea 20 de ani. Ea era de origine cehă și, asemenea lui Miglin, era romano-catolică. Klecka, un antreprenor de succes, cunoscută sub numele de Queen of Makeovers, a înființat o proeminentă companie de parfumuri și cosmetice și este o celebritate în cadrul rețelei Home Shopping. Ei au doi copii, Marlena (născută în 1968) și actorul Duke Miglin (născut în anul 1971). 

### Crima
Miglin a fost ucis în 4 mai 1997 de către criminalul în serie Andrew Cunanan. Trupul lui Miglin a fost găsit în garajul casei sale din Gold Coast Historic District, Chicago. El a fost legat de încheieturi, iar capul său a fost înfășurat în scoci și i-a fost lăsat doar un spațiu prin care să respire, în jurul nărilor. A fost torturat cu un fierăstrău și o șurubelniță, coastele i-au fost rupte, a fost bătut și înjunghiat și gâtul i-a fost tăiat cu o foarfecă de grădină.
Cunanan era deja căutat în Minneapolis pentru uciderea cu câteva zile înainte a prietenului său Jeffrey Trail, de 28 de ani, și fostului iubit David Madson, de 33 de ani. Pe data de 9 mai 1997, Cunanan l-a ucis pe William Reese, îngrijitorul cimitirului național Finn Point, din New Jersey în vârstă de 45 de ani. Adrew a abandonat apoi mașina lui Miglin și a furat camionul roșu al lui Reese. În urma uciderii lui Miglin, FBI l-a adăugat pe Cunanan în topul celor mai căutați zece fugari.
Cunanan l-a ucis de asemenea și pe designerul italian Gianni Versace, în data de 15 iulie 1997, la două luni după uciderea lui Miglin.
Cunanan s-a sinucis împușcându-se în cap în data de 23 iulie 1997.

## În cultura populară
În al doilea sezon al serialului antologic American Crime Story: Asasinarea lui Gianni Versace, a fost povestit sindromul Cunanan și l-a inclus pe Miglin, jucat de Mike Farrell. Opera a fost bazată pe cartea Vulgar Favors: Andrew Cunanan, Gianni Versace and the Largest Failed Manhunt in U.S. History a autoarei Maureen Orth, care a speculat că Miglin ar fi fost gay sau bisexual nedeclarat și că ar fi avut o relație secretă cu Andrew Cunanan.